# Prachuap Khiri Khan (província)
Prachuap Khiri Khan é uma província da Tailândia. Sua capital é a cidade de Prachuap Khiri Khan, a província cobre uma área totalizando 6.367 quilômetros quadrados (2.458 sq mi).